# Zsédeny
Zsédeny é um município da Hungria, situado no condado de Vas. Tem 6,43 km² de área e sua população em 2015 foi estimada em 190 habitantes.